# 渚のはいから人魚/風のマジカル
「渚のはいから人魚／風のマジカル」（なぎさのはいからにんぎょ／かぜのマジカル）は、小泉今日子の9枚目のシングル（両A面）。1984年3月21日にビクター音楽産業から発売された。
1991年11月には8cmCDがリリースされている（カップリングは「ヤマトナデシコ七変化」）。

## 背景

### 渚のはいから人魚
作詞を手掛けた康珍化は、この時期の小泉の魅力は ″スピード感″ であると表現し、″なかなか捕まえられない素早さ″ をイメージして詞を書いていった。タイトルに関しては、前々作「艶姿ナミダ娘」のように視聴者が予測出来ないようなジャポニズム・コピーを考え、ディレクターの田村充義と思案するもなかなかいいフレーズが浮かんで来なかった。後日田村は、自身がファンであるはっぴいえんどの「はいからはくち」から引用して「″渚のはいから人魚″ というのはどうかな」と提案し、康もこれを受け入れ漸くタイトルが決定する。康はこの時の心境を「ディレクターの見事な遊び心で、岩の上で干上がっていた人魚が鮮やかに動き出しました」と振り返っている。
作曲を手掛けた馬飼野康二は、詞の中にかなりはじけた感じのフレーズが使われているので曲を作る際は戸惑ったが、結果的に底抜けに明るく、尚且つセンチメンタルな部分もある楽曲に仕上がったと話している。
この曲のヒットで1984年末の「第35回NHK紅白歌合戦」に初出場を果たした。

### 風のマジカル
同年に公開されたアニメーション映画『ドラえもん のび太の魔界大冒険』の主題歌として使用された。ビデオソフトでは岩渕まことの「だからみんなで」（映画『ドラえもん のび太の大魔境』の主題歌）に差し替えられている。
この曲は先に作られたメロディに後から詞を付ける曲先で書かれており、作詞を手掛けた湯川れい子は、NOBODYのメロディからとてもアメリカンな匂いがしたと振り返っている。作詞に関して具体的な注文は無かったと言い、アニメの主題歌に使われるらしいと聞いて可愛らしさや無邪気さを意識し、小泉の清潔で素直、可愛らしいというイメージそのままに ″みどり色の風″ をイメージして詞を書いたと話している。
全曲集CDでは除外またはインストゥルメンタルのみの収録であったが、2010年に発売された『ドラえもん 映画主題歌大全集』に初収録となった。

## 記録
この作品で、小泉自身初めてのオリコンチャート週間1位を獲得。オリコン首位獲得シングルの200曲目に当たる作品となった。売上枚数は33.1万枚。

## 収録曲

### 渚のはいから人魚／風のマジカル
1. 渚のはいから人魚 (4分10秒)
作詞：康珍化／作曲・編曲：馬飼野康二
2. 風のマジカル (4分7秒)
作詞：湯川れい子／作曲：NOBODY／編曲：鷺巣詩郎

### 渚のはいから人魚／ヤマトナデシコ七変化
- 両楽曲共に、作詞：康珍化

1. 渚のはいから人魚
作曲・編曲：馬飼野康二
2. ヤマトナデシコ七変化
作曲：筒美京平／編曲：若草恵
3. 渚のはいから人魚（カラオケ）
4. ヤマトナデシコ七変化（カラオケ）

## カバー
| 曲名             | アーティスト | 収録作品       | 発売日       | 備考                                                                 |
| ---------------- | ------------ | -------------- | ------------ | -------------------------------------------------------------------- |
| 「風のマジカル」 | NOBODY       | 『LIVE ワン!』 | 1984年4月5日 | 「BABY YOU'RE MINE」というタイトルで、歌詞を変更してセルフカバーした |